# Duńska rodzina królewska

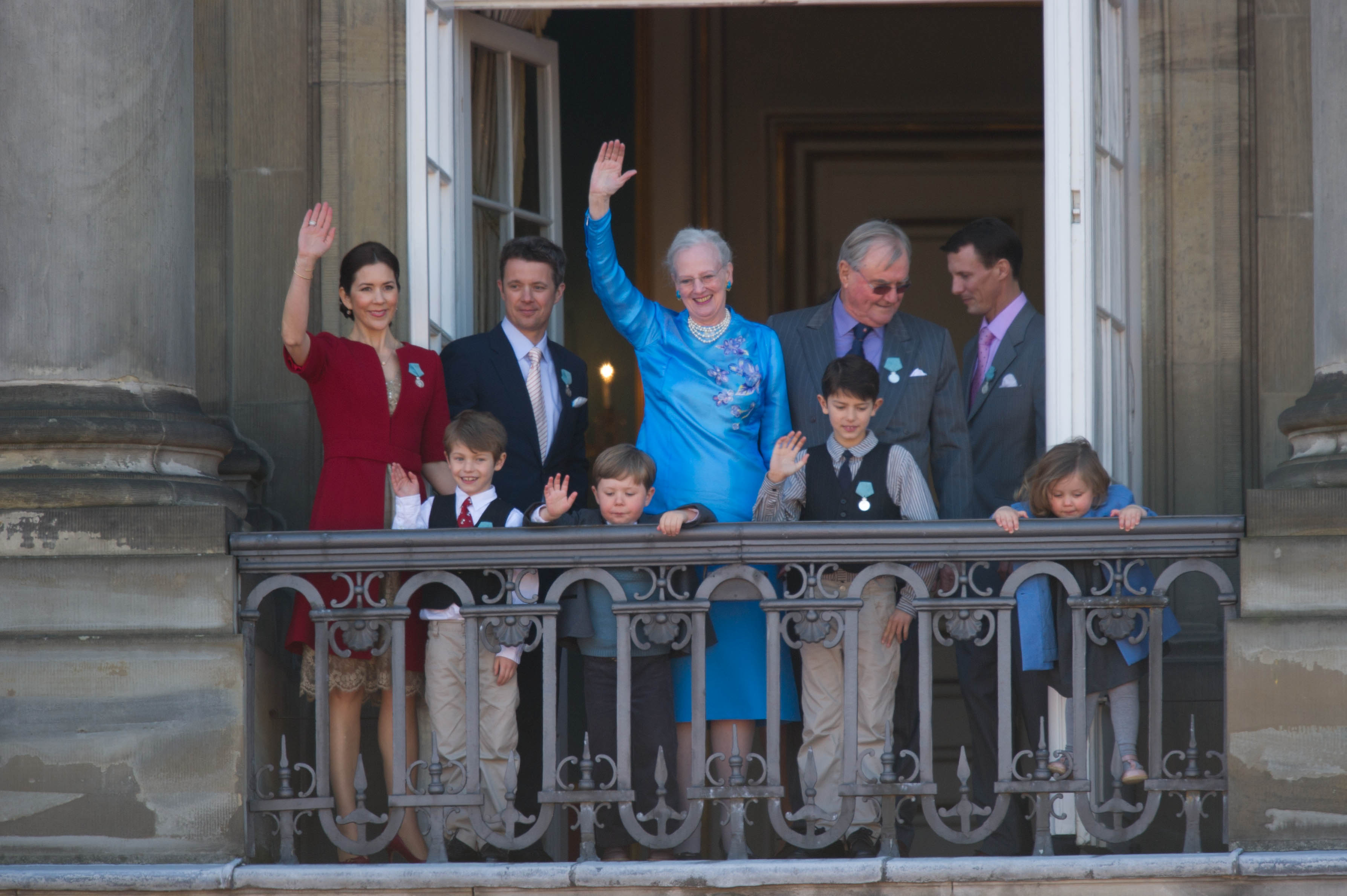

Do duńskiej rodziny królewskiej należy król Fryderyk X i jego rodzina. Wszyscy członkowie noszą tytuł księcia Danii, księżnej Danii, hrabiego lub hrabianki z prefiksem Jego, Jej Królewskiej Wysokości (Hans lub Hendes Kongelige Højhed) Jego, Jej Wysokości, lub Jego, Jej Ekscelencji. Wszyscy należą do dynastii Schleswig-Holstein-Sonderburg-Glücksburg, tej samej do której należą członkowie norweskiej rodziny królewskiej.

## Członkowie

### Oficjalni członkowie
- JKM Król
- JKM Królowa
- JKM Emerytowana Królowa Małgorzata (matka króla).
  - JKW Książę Chrystian (następca tronu).
  - JKW Księżniczka Izabela (córka króla).
  - JKW Książę Wincenty (młodszy syn króla)
  - JKW Księżniczka Józefina (młodsza córka króla)
  - JKW Książę Joachim (brat króla)
  - JKW Księżna Maria (druga żona księcia Joachima)
    - JE Hrabia Mikołaj (starszy syn księcia Joachima)
    - JE Hrabia Feliks (młodszy syn księcia Joachima)
    - JE Hrabia Henryk (najmłodszy syn księcia Joachima)
    - JE Hrabianka Atena (jedyna córka księcia Joachima)
- JKW Księżniczka Benedykta (siostra królowej Małgorzaty)
- JKM Królowa Anna Maria (siostra królowej Małgorzaty)
- JE Hrabina Frederiksborgu (była żona księcia Joachima)

### Bliscy członkowie
Bliskimi członkami są osoby nieposiadające tytułu księcia lub księżnej Danii ale są w bliskich relacjach z królową:
- JWW Książę Gustaw Sayn-Wittgenstein-Berleburg (syn księżniczki Benedykty)
- JWW Księżniczka Aleksandra Sayn-Wittgenstein-Berleburg (córka księżniczki Benedykty)
- Hrabia Jefferson-Friedrich von Pfeil und Klein-Ellguth (mąż księżniczki Aleksandry)
  - Hrabia Richard von Pfeil und Klein-Ellguth (syn księżniczki Aleksandry)
  - Hrabianka Ingrid von Pfeil und Klein-Ellguth (córka księżniczki Aleksandry)
- JWW Księżniczka Natalia Sayn-Wittgenstein-Berleburg (córka księżniczki Benedykty)

### Grecka rodzina królewska
Członkowie usuniętej greckiej rodziny królewskiej noszą tytuł księcia lub księżnej Grecji i Danii z prefiksem Jego lub Jej Królewskiej Mości lub  Wysokości  albo Jego lub Jej Wysokości ponieważ król Jerzy I Grecki urodził się jako książę Danii:
- JKW Następca i Następczyni greckiego tronu (pierwszy syn królowej Anny Marii i jego żona)
  - JKW Książę Konstantyn-Alexios (syn następcy tronu)
  - JKW Książę Achilles Andreas (syn następcy tronu)
  - JKW Książę Odyseusz Kimon (syn następcy tronu)
  - JKW Księżniczka Maria Olimpia (córka następcy tronu)
  - JKW Książę Aristidis Stavros (syn następcy tronu)
- JKW Książę Mikołaj (drugi syn królowej Anny Marii)
- JKW Książę Filip (trzeci syn królowej Anny Marii)
- JKW Księżniczka Alexia (starsza córka królowej Anny Marii)
- JKW Księżniczka Teodora (młodsza córka królowej Anny Marii)

Małżonkowie monarchów, którzy urodzili się jako książę lub księżna Grecji i Danii:
- JKM Królowa Zofia (siostra króla Konstantyna II)

### Norweska rodzina królewska
Norwescy potomkowie Haakona VII, który urodził się jako książę Danii dystansują się od duńskiej rodziny królewskiej.

### Hrabiowie Rosenborga
Książęta, którzy ożenili się z osobami niższego stanu tracą tytuł księcia Danii i otrzymują tytuł hrabiego Rosenborga, dziedziczonego w linii męskiej.

## Linia sukcesyjna
Korona jest dziedziczona od potomków Chrystiana X i Aleksandry meklemburskiej według prawa sukcesyjnego z 1953. Obecnie linia sukcesyjna obejmuje jedenaście osób.